# Литургия Феодора Мопсуестийского
Литургия Феодора Мопсуестийского (литургия Мар Теодора) - одна из трёх литургий восточно-сирийского обряда, используемого Ассирийской церковью Востока и Халдейской католической церковью. Совершается во временной промежуток от начала "периода Благовещения" (за четыре воскресенья до Рождества Христова) до Воскресенья Осанн, за исключением пяти праздничных дней, в которые полагается литургия Нестория.

## Вопрос о происхождении литургии
Ассирийская церковь Востока приписывает авторство анафоры Феодору Мопсуестийскому — «учителю учителей» и «толковнику толковников», авторитетному автору Антиохийской богословской школы. Учение Феодора, последовательно развивавшее некоторые крайние положения этой школы, стало ядром ереси, позднее получившей название несторианства. Сам Феодор умер в мире с Церковью в 428 году, но его ученик Несторий, занявший в том же 428 году константинопольскую кафедру, был осуждён Третьим Вселенским собором в 431 году. После Эфесского собора учение и личность самого Феодора оказались в центре ожесточённых богословских дискуссий, завершившихся посмертным анафематствованием Феодора на Пятом Вселенском соборе в 553 году. Ассирийская церковь никогда не принимала решений Третьего и последующих Вселенских соборов, так что Феодор Мопсуестийский продолжал быть авторитетным богословом и Отцом Церкви Востока.
Ассирийская церковь, опираясь на свидетельство авторитетного богослова Абдишо, утверждает, что литургия Феодора была переведена с греческого оригинала в VI веке католикосом Мар Абой I. Данная версия долгое время поддерживалась исследователями. Современные литургисты находят в тексте доказательства его исконно сирийского происхождения, в их числе: структура, язык и богословское содержание. Многочисленные библейские цитаты в анафоре близки к Пешитте, а не к Септуагинте. В тексте много семитизмов, но есть и непереведённые греческие термины.
Труды и идеи Феодора Мопсуестийского использованы в тексте. Так префация говорит об ангелах, прославляющих «Твою преславную Троицу, исповедуемую в трёх равных и нераздельных кномах», где кнома — свойственный исключительно ассирийскому богословию термин, сочетающий в себе значения «ипостаси» и «природы». В анамнесисе утверждается, что Бог-Слово «нисшел с небес и облёкся нашим человечеством, смертным телом и разумной, сознательной и бессмертной душой, от святой Девы силой Духа Святого», что также является типично несторианским выражением для описания способа сосуществования и взаимодействия двух природ во Христе. В то время, как самая распространённая восточно-сирийская литургия Фаддея и Мария начисто лишена несторианских идей, что указывает на её происхождение до эпохи Вселенских соборов, литургия Феодора Мопсуестийского была написана уже после возникновения несторианских споров. В числе её возможных авторов, помимо самого Феодора, исследователи называют католикоса Мар Абу I и даже Нестория.
Из греческих писателей о существовании литургии Феодора Мопсуестийского упоминает Леонтий Византийский, который сообщил, что Феодор дерзнул написать собственное возношение, исполненное не славословий, а хулений. Впрочем, современные исследователи считают, что критика Леонтия направлена не против литургии Феодора, где несторианское влияние очень незаметно, а против литургии самого Нестория.

## Особенности анафоры
Евхаристические каноны литургий Феодора Мопсуестийского и Нестория имеют схожую структуру: Sursum corda - префация - санктус и пост-санктус - анамнесис - интерцессия - эпиклеза. Их отличительной особенностью, не встречающейся ни в одной из известных в настоящее время литургических последований, является размещение интерцессии между анамнесисом и эпиклезой. По этому признаку они отличаются и от исторически первой восточно-сирийской литургии Фаддея и Мария, в которой имеются две интерцессии (иежду санктусом и анамнесисом, после эпиклезы).
По сравнению с литургией Фаддея и Мария литургия Феодора Мопсуестийского имеет более пространные префацию, анамнесис и эпиклезу. Анамнесис Феодора содержит обычное для этой молитвы воспоминание о Тайной вечере и установительные слова Христа, отсутствующие в литургии Фаддея и Мария. Эпиклеза Феодора, помимо призывания Святого Духа, включает в себя прошение о преложении хлеба и вина в Тело и Кровь Христовы, также отсутствующее в литургии Фаддея и Мария.

## Структура литургии

### Приготовление Даров
Для восточно-сирийского обряда характерно употребление для евхаристии квасного хлеба, хотя в Халдейской католической церкви под влиянием римского обычая стал использоваться пресный хлеб. Ассирийское предание утверждает, что апостолы Фаддей и Марий сохранили и привезли с собой частицу Тела Христова с Тайной вечери, и в связи с этим при каждой закваске будущего евхаристического хлеба в муку и елей добавляется частица от хлеба, освящённого на предыдущей литургии. Это добавление понимается церквами восточно-сирийского обряда как отдельное таинство, называющееся «малка» (буквально «закваска»). Таким образом, утверждается, что на каждой литургии в предложенных Дарах буквальным образом присутствует частица хлеба Тайной вечери.

### Литургия Слова (или оглашенных)
Основная статья: Восточно-сирийский обряд
В настоящее время преданафоральная часть всех трёх восточно-сирийских литургий одинакова и излагается в служебниках в составе литургии Фаддея и Мария. К числу особенностей литургии Слова можно отнести:
- пять чтений из Священного Писания: (Пятикнижие Моисеево, пророки, Деяния святых апостолов, Послания апостолов и Евангелие),
- большое количество переменных антифонов и тайных молитв (воскресные, праздничные и будние дни) достаточно позднего происхождения,
- обязательные процессии духовенства из алтаря на виму (перед чтениями) и из вимы в алтарь (перед анафорой),
- сложный обряд приближения к алтарю с диалогом служащего священника с верными, аналогичной римскому Confiteor, коленопреклоненной и главопреклоненной молитвами.

В отличие от византийских литургий в восточно-сирийских литургиях нет сформировавшихся в VI веке проскомидии и Великого входа (так как будущие Дары заранее полагаются на престоле), что свидетельствует о завершившейся к этому времени изоляции Ассирийской церкви от Византии. Но даже в условиях изоляции развитие чина литургии продолжалось: в частности многие антифоны приписываются перу патриарха Ишоява III (649 — 660). В отделившихся от Ассирийской церкви Востока Халдейской и Сиро-малабарской церквах, вошедших в каноническое общение с Римом, литургия слова испытала сильнейшее давление римского обряда: в частности появился чин оффертория и было введено чтение Символа веры (последнее затем вошло и в богослужение Ассирийской церкви).

### Анафора
Как уже указывалось выше, евхаристические каноны Феодора Мопсуестийсого и Нестория имеют схожую структуру, отличную от всех остальных известных в настоящее время литургий. Общей особенностью этих анафор является размещение интерцессии между анамнесисом и эпиклезой.
- Sursum corda:
  - Священник: «Благодать Господа нашего Иисуса Христа, и любовь Бога Отца, и общение Святого Духа да будет со всеми вами» (2Кор. 13:13) (общее для большинства восточных обрядов (за исключением литургий александрийского типа) приветствие)
  - Народ: «Аминь»
  - Священник: «Горе да будут умы ваши» В праздники заменяется на: «Горе, на высотах горних, в  месте страшном и славном, где не перестаёт движение крыльев херувимов и славословий и песнопений приятных величаний серафимов, да будут умы ваши» (такой возглас есть только в анафорах Феодора и Нестория)
  - Народ: «Они к Тебе, Боже Авраама, Исаака и Израиля, Царю славы» (ответ, свойственный только для литургий восточно-сирийского обряда)
  - Священник: «Приношение возносится Богу всех Господу» (вместо обычных «Благодарим Господа»; ещё одна исключительная особенность восточно-сирийского обряда). В праздники заменяется на: «Живое и словесное приношение начатков наших, и непорочная и благоприятная жертва Сына рода нашего, которую пророки указали тайнами своими, и апостолы проповедали явно , и мученики приобрели кровью вый своих , учители в церквах изъяснили, и священники вознесли и заклали на святом жертвеннике, и левиты принесли на плечах своих, народы приняли во очищение грехов своих, приносится за всех вообще тварей Богу и Владыке всех » (такой возглас есть только в анафорах Феодора и Нестория)
  - Народ: «Достойно и праведно»
  - Диакон: «Мир с нами»
- Префация:

Справедливо, Господи, каждый день повторять, и праведно во всякое время, и праведно во всякий час исповедовать Твоё святое имя и поклоняться Твоему величеству во всякой земле и на всяком месте, Боже, Отец истины, и Твоему единородному Сыну, Господу нашему Иисусу Христу, и Святому Духу во веки, аминь. Ибо Ты Владыка и Содетель всего видимого и невидимого. Через Твоего единородного Сына, Бога-Слова, Который есть сияние Твоей славы и образ Твоей ипостаси, сотворил и учинил в порядке небеса, и землю, и всё, что в них. И Святым Духом, Духом истины, от Тебя, Отца, исходящим, всякая разумная тварь, видимая и невидимая, укрепляется, освящается и соделывается достойной возносить хвалы Твоему Божеству.Ибо перед Тобою, Боже, Отец истины, и Твоим единородным Сыном, Господом нашим Иисусом Христом, и Святым Духом предстоят тысячи тысяч и тьмы тем ангелов, восторженных и постоянных, которые прославляют Твое великое и святое имя непрестанными хвалениями. По Твоей милости, Господи, Ты удостоил также и наш немощный и смертный род человеческий приносить хвалы и славословия Твоему величеству, вместе с небесными воинствами, которые во всякое время воспевают величие святыни Твоей и славословят Твою преславную Троицу, исповедуемую в трёх равных и нераздельных кномах
- Санктус и пост-санктус практически дословно повторяют соответствующие молитвы литургии Фаддея и Мария.
- Анамнесис, в отличие от литургии Фаддея и Мария, содержит привычный рассказ о Тайной вечере:

Поклоняемся Тебе, Господи, исповедуем Тебя и славим Тебя за все Твои милости к нам, ибо Ты создал нас из небытия, и даровал нам свободную волю и разум, и с давних времен и во всякое время печёшься о нашей жизни. Твоему великому и страшному имени мы припадаем и славословим, и вместе с нами все воинства небесные воздают славу и исповедание Твоей безмерной благости.  

Ибо нас ради и нашего ради спасения Единородный Бог-Слово, будучи образом Божиим, не почитавший хищением быть равным Богу, уничижил Себя Самого, приняв образ раба. Он нисшел с небес и облёкся нашим человечеством, смертным телом и разумной, сознательной и бессмертной душой, от святой Девы силой Духа Святого, тем самым исполнил и совершил великое и чудесное избавление наше, уготованное для нас Твоим промыслом прежде создания мира. 

Ныне же, в последние времена, Ты совершил это спасение в возлюбленном Сыне Твоём, Господе нашем Иисусе Христе, в котором обитает полнота Божества телесно. И Он есть глава тела Церкви; Он - начаток, первенец из мертвых, и в Нем обитает всякая полнота, и все Им стоит. Он Духом Святым принес Себя непорочного Богу, Он одним приношением навсегда сделал совершенными освящаемых. Он примирил Кровью Своею небесное и земное, ибо Он был предан за грехи наши и восстал для оправдания нашего. 

И в ночь, в которую был предан, Он установил это великое, святое и божественное таинство, взял хлеб в Свои святые руки, и благословил, и преломил,  дал Своим ученикам, сказав "Сие есть Тело Мое, ломимое за жизнь мира и во оставление грехов". Таким же образом Он взял чашу, воздал благодарение, дал им и сказал "Сия есть Кровь Моя Нового завета, за многих изливаемая во оставление грехов. Сие творите, когда вы будете собираться, в Мое воспоминание" 

По заповеди Твоей, мы, недостойные, немощные и ничтожные рабы Твои, собранные, чтобы по Твоей благодати совершить сие великое, страшное и божественное таинство, которое есть великое спасение всего рода человеческого, воздаём славу, честь, исповедание и поклонение Отцу, и Сыну, и святому Духу, ныне и присно и во веки веков.
- Интерцессия - продолжительная и обстоятельная с поминовением святых, молитвой о живых и усопших.
- Эпиклеза:

И мы молим Тебя, Господи, и умоляем Тебя, и славословим, и просим Тебя, да благоугодим Твоему Божеству и Твоей милости, Господи. И да придет на нас и на наше приношение Дух Твой Святой. Да почиет и пребудет Он на хлебе сем и на чаше сей, и благословит, и освятит, и запечатлеет их во имя Отца, и Сына, и Святого Духа. Во имя Твое да будет хлеб сей Телом Господа нашего Иисуса Христа, а чаша сия Кровию Господа нашего Иисуса Христа. И да будут они всякому с чистой верою вкушающему хлеб сей и пьющему чашу сию во оставление прегрешений, прощение грехов, великую надежду воскресения мертвых, спасение тела и души, жизнь и славу во веки веков…

### Причащение
Основная статья: Восточно-сирийский обряд
В настоящее время священнодействия после евхаристического канона одинаковы для всех трёх литургий восточно-сирийского обряда. К числе особенностей можно отнести:
- необычный обряд преломления Тела Христова и соединения Тела и Крови: евхаристический Хлеб преломляется пополам, одна из частей остаётся на дискосе, другая обмакивается в потир, затем второй частью крестообразно знаменуется первая.
- «Отче наш» читается после преломления Даров
- переменные благодарственные молитвы после причащения (различные в воскресные, праздничные и будние дни).